# Скоропадський Іван Михайлович (осавул)
Іван Михайлович Скоропадський (9 серпня 1727 — 1782) — генеральний осавул у 1762—1781 роках за урядування гетьмана Кирила Розумовського та в складі Другої Малоросійської колегії під час Глухівського періоду в історії України, бунчуковий товариш, бригадир (1781).

## Походження
Народився у родині племінника гетьмана, генерального підскарбія Михайла Васильовича Скоропадського (1697—1758) та онуки гетьмана Параскеви Данилівни Апостол (? — 1731).
Почав службу близько 1747 року бунчуковим товаришем у Чернігівському полку.

## Урядування в Глухові
В 1762 році був призначений другим осавулом разом з Петром Валькевичем.
Іван Скоропадський був перепризначений 10 листопада 1764 року Генеральним осавулом до складу Другої Малоросійської колегії. Він працював на посаді до 1781 року.
У відставку вийшов у званні бригадира в 1781 році.

## Володіння та родина
23 травня 1759 року Іван Скоропадський одружився з донькою полтавського полковника Василя Кочубея Уляною.
Основні володіння родини знаходились у населених пунктах Киселівської сотні, що розташована була на території сучасної Чернігівської області. Так, у селі Тихоновичі (нині Сновський район) у нього було 60 дворів (81 хата) посполитих та 15 дворів підсусідків, а також 2 приїжджих двори.
Крім того, у с. Наумівка (нині — Корюківський район) — 23 двори (43 хати) посполитих, 18 дворів підсусідків та шинок. В слободі Іванівці (нині — Сновський район) — 15 дворів підсусідків та шинок.
Крім цього всього Іван Скоропадський мав володіння і в Синявській сотні (нині — територія Сновський район). Так, у с. Михайлівці у нього був житловий двір і 6 дворів служителів та шинок, а також 18 дворів посполитих та 1 ратушних служителів. У с. Нові Млини — приїзджий двір, 13 дворів посполитих, а у Березні — 1 двір підсусідків.
Всього на час смерті він мав 4280 підданих. Мешкав у с. Локні.